# Ferdinand Karl von Österreich-Este (1754–1806)

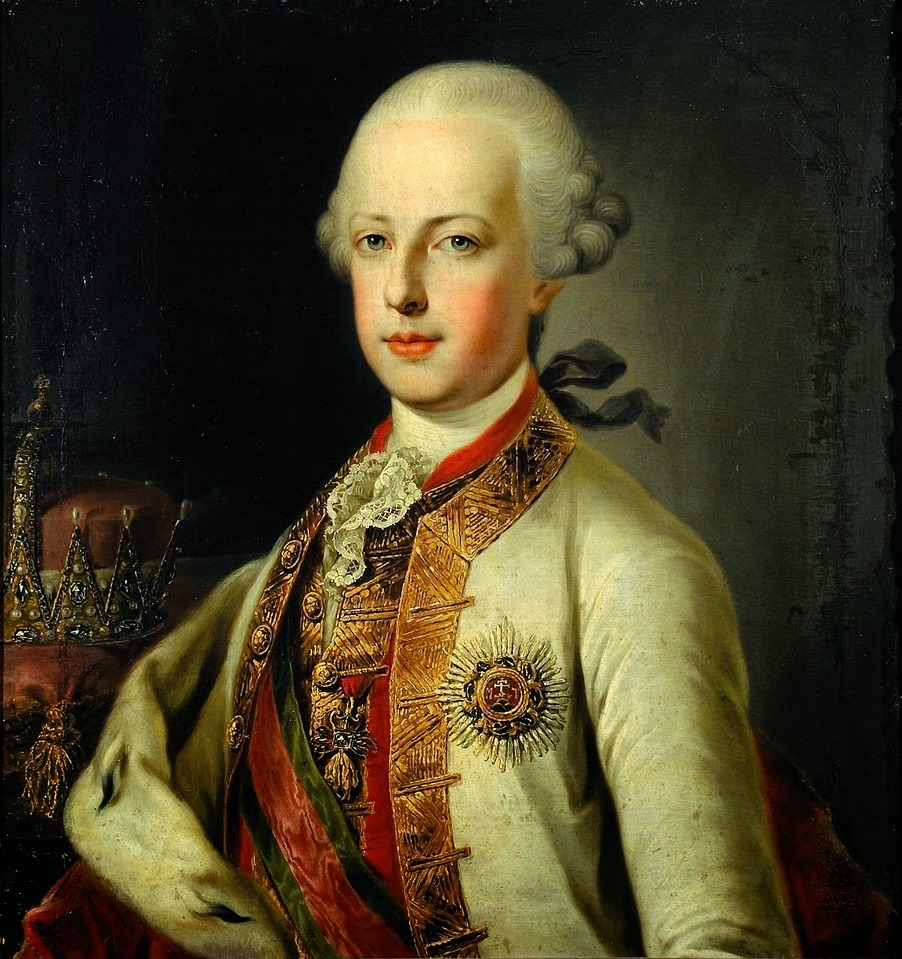
Erzherzog Ferdinand Karl von Österreich-Este

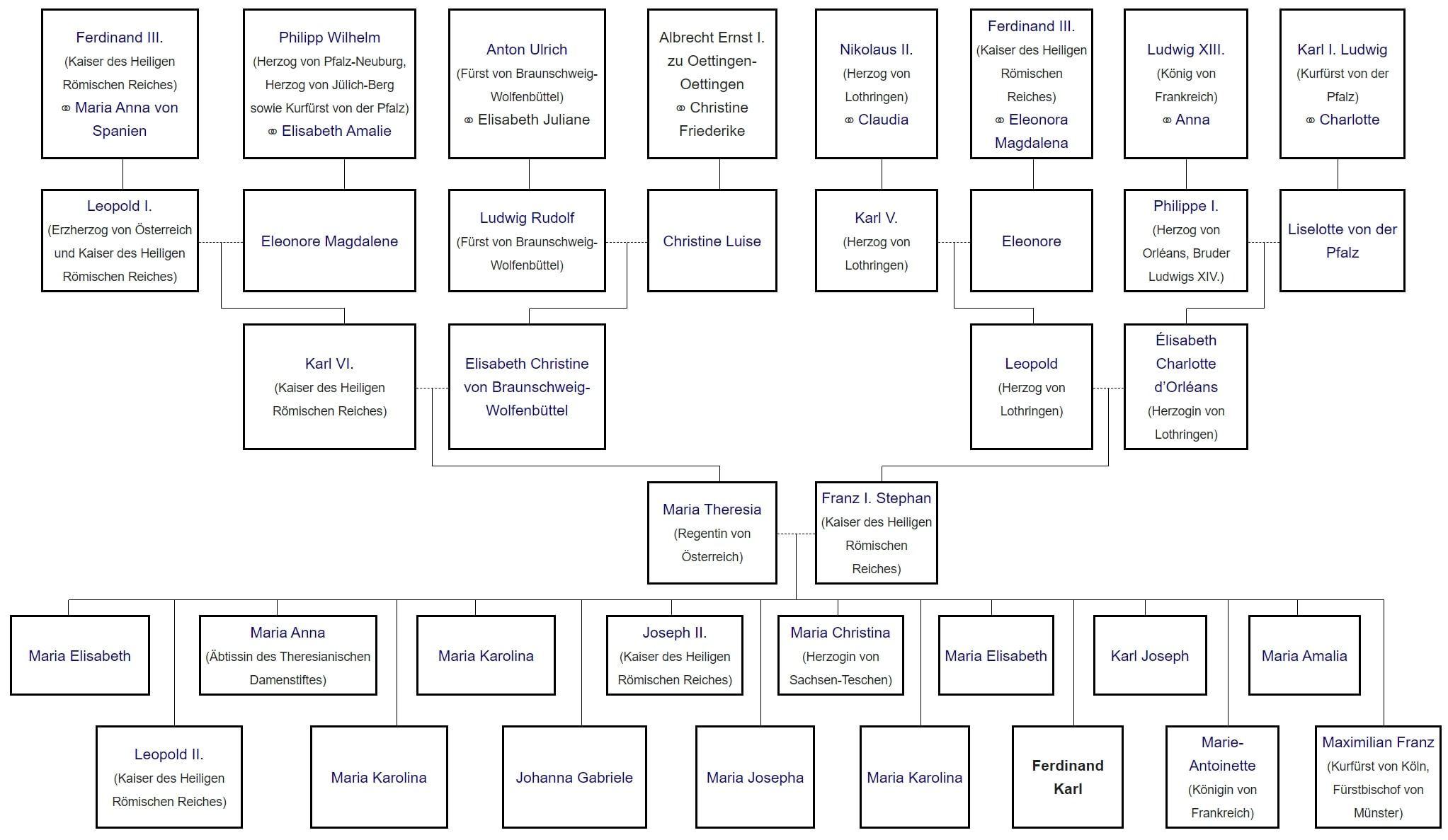
Stammbaum von Ferdinand Karl

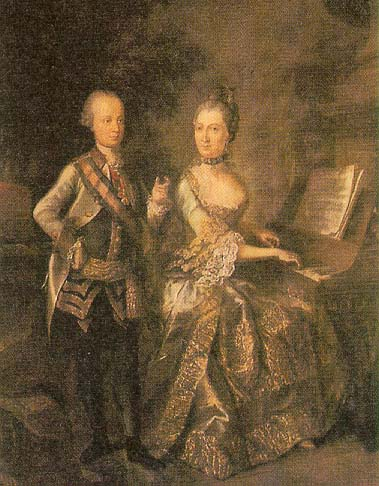
Ferdinand Karl und Beatrice von Österreich-Este

Ferdinand Karl Anton Joseph Johann Stanislaus von Österreich (* 1. Juni 1754 in Wien; † 24. Dezember 1806 ebenda) war Erzherzog von Österreich, Generalgouverneur der Lombardei und der Begründer des Hauses Österreich-Este.

## Leben
Erzherzog Ferdinand Karl Anton Joseph Johann Stanislaus von Habsburg-Lothringen wurde am 1. Juni 1754 als vierzehntes Kind und vierter Sohn von Maria Theresia und Kaiser Franz I. Stephan in Wien geboren.
Ferdinand Karl war ein österreichischer Erzherzog und verbrachte als eines der jüngsten Kinder von Maria Theresia eine eher unbekümmerte Kindheit und Jugend, da seine älteren Brüder in der Thronfolge weit vor ihm standen. Maria Theresia schmiedete schon früh Heiratspläne für ihre vierzehn überlebenden Kinder. Im Rahmen dieser Eheverhandlungen sollten vorteilhafte dynastische Beziehungen aufgebaut werden. Deshalb wurde Erzherzog Ferdinand schon im frühesten Kindesalter mit der einzigen Tochter des Herzogs von Modena, Maria Beatrice d’Este  (1750–1829), verlobt. Die junge italienische Prinzessin sollte einst das Herzogtum Modena von ihrem Vater erben. Am 15. Oktober 1771 heiratete der junge 17-jährige Erzherzog Ferdinand in Mailand Maria Beatrice.
Zu diesem feierlichen Anlass schrieb der 15-jährige Mozart die Oper Ascanio in Alba. Uraufgeführt wurde die Oper am 17. Oktober 1771 in Mailand im Teatro Ducale.
Ein Teil der Hochzeitsfeierlichkeiten war auch die Uraufführung der Oper Il Ruggiero von Johann Adolph Hasse.
Die Ehe zwischen Ferdinand Karl und Maria Beatrice verlief glücklich. Residenz war die Königliche Villa von Monza. Das Paar hatte neun Kinder und wurde zum Begründer der Linie Habsburg-Este. 1780 wurde Ferdinand Karl Statthalter der Lombardei, bis er von dort mit seiner Familie durch Napoleon vertrieben wurde. Politisch blieb er aber wie seine ältere Schwester Maria Christina als Statthalterin der Niederlande machtlos. Joseph II. ließ seinem Bruder nicht viel Spielraum. Trotzdem war das Paar vor allem wegen seines sozialen Engagements bei der Bevölkerung sehr beliebt.
Napoleons Einmarsch in Mailand im Jahre 1796 zwang die Familie zur Flucht vor den französischen Truppen. Nach Aufenthalten in Triest und Brünn ließ sich die Herzogin mit einem Teil der Kinder in Wiener Neustadt nieder, während Ferdinand mit den älteren Söhnen im Schloss Belvedere in Wien Residenz bezog.
1803 starb sein Schwiegervater, Ercole III. d’Este und Ferdinand erbte dessen Entschädigungslande, das Herzogtum Modena-Breisgau. Ebenfalls 1803 kaufte seine Gattin im Wiener Stadtzentrum ein Haus, wohin die gesamte Familie übersiedelte. Der Erzherzog konnte sich aber nicht lange an dem gemeinsamen Domizil erfreuen, da er bereits am Weihnachtstag 1806 an der Bauchwassersucht starb. Ferdinand Karl von Österreich-Este gehört zu jenen 41 Personen, die eine „Getrennte Bestattung“ mit Aufteilung des Körpers auf alle drei traditionellen Wiener Begräbnisstätten der Habsburger (Kaisergruft, Herzgruft, Herzogsgruft) erhielten.

## Nachkommen
- Maria Theresia (1773–1832) ⚭ König Viktor Emanuel I. von Sardinien
- Joseph Franz (1775–1776)
- Maria Leopoldine (1776–1848) ⚭ Karl Theodor von Bayern und Graf Ludwig von Arco
- Franz IV. (1779–1846), von 1814 bis 1846 Herzog von Modena ⚭ Maria Beatrix von Savoyen
- Ferdinand Karl Josef (1781–1850)
- Maximilian Joseph (1782–1863), Hochmeister
- Maria Antonia (1784–1786)
- Karl Ambrosius (1785–1809), Erzbischof von Gran
- Maria Ludovika Beatrix (1787–1816) ⚭ Franz I. von Österreich

## Vorfahren
| Ahnentafel Ferdinand Karl von Österreich-Este | Ahnentafel Ferdinand Karl von Österreich-Este                                                              | Ahnentafel Ferdinand Karl von Österreich-Este                                                              | Ahnentafel Ferdinand Karl von Österreich-Este                                                              | Ahnentafel Ferdinand Karl von Österreich-Este                                                              | Ahnentafel Ferdinand Karl von Österreich-Este                                                    | Ahnentafel Ferdinand Karl von Österreich-Este                                                    | Ahnentafel Ferdinand Karl von Österreich-Este                                                                          | Ahnentafel Ferdinand Karl von Österreich-Este                                                                   |
| --------------------------------------------- | --- | --- | --- | --- | ------------------------------------------------------------------------------------------------ | ------------------------------------------------------------------------------------------------ | --- | --- |
| Ururgroßeltern                                | Nikolaus Franz von Vaudémont (1609–1670) ⚭ 1634 Claudia von Lothringen (1612–1648)                         | Kaiser Ferdinand III. (1608–1657) ⚭ 1651 Eleonora von Mantua (1630–1686)                                   | König Ludwig XIII. (1601–1643) ⚭ 1615 Anna von Österreich (1601–1666)                                      | Kurfürst Karl I. Ludwig (1617–1680) ⚭ 1650 Charlotte von Hessen-Kassel (1627–1686)                         | Kaiser Ferdinand III. (1608–1657) ⚭ 1631 Maria Anna von Spanien (1606–1646)                      | Kurfürst Philipp Wilhelm (1615–1690) ⚭ 1653 Elisabeth Amalia von Hessen-Darmstadt (1635–1709)    | Fürst Anton Ulrich von Braunschweig-Wolfenbüttel (1633–1714) ⚭ 1656 Elisabeth Juliane von Holstein-Norburg (1634–1704) | Fürst Albrecht Ernst I. zu Oettingen (1642–1683) ⚭ 1665 Christine Friederike von Württemberg (1644–1674)        |
| Urgroßeltern                                  | Herzog Karl V. Leopold (1643–1690) ⚭ 1678 Eleonore von Österreich (1653–1697)                              | Herzog Karl V. Leopold (1643–1690) ⚭ 1678 Eleonore von Österreich (1653–1697)                              | Philipp I. von Bourbon (1640–1701) ⚭ 1671 Elisabeth von der Pfalz (1652–1722)                              | Philipp I. von Bourbon (1640–1701) ⚭ 1671 Elisabeth von der Pfalz (1652–1722)                              | Kaiser Leopold I. (1640–1705) ⚭ 1676 Eleonore Magdalene von der Pfalz (1655–1720)                | Kaiser Leopold I. (1640–1705) ⚭ 1676 Eleonore Magdalene von der Pfalz (1655–1720)                | Herzog Ludwig Rudolf von Braunschweig-Wolfenbüttel (1671–1735) ⚭ 1690 Christine Luise von Oettingen (1671–1747)        | Herzog Ludwig Rudolf von Braunschweig-Wolfenbüttel (1671–1735) ⚭ 1690 Christine Luise von Oettingen (1671–1747) |
| Großeltern                                    | Herzog Leopold Joseph von Lothringen (1679–1729) ⚭ 1698 Élisabeth Charlotte de Bourbon-Orléans (1676–1744) | Herzog Leopold Joseph von Lothringen (1679–1729) ⚭ 1698 Élisabeth Charlotte de Bourbon-Orléans (1676–1744) | Herzog Leopold Joseph von Lothringen (1679–1729) ⚭ 1698 Élisabeth Charlotte de Bourbon-Orléans (1676–1744) | Herzog Leopold Joseph von Lothringen (1679–1729) ⚭ 1698 Élisabeth Charlotte de Bourbon-Orléans (1676–1744) | Kaiser Karl VI. (1685–1740) ⚭ 1708 Elisabeth Christine von Braunschweig-Wolfenbüttel (1691–1750) | Kaiser Karl VI. (1685–1740) ⚭ 1708 Elisabeth Christine von Braunschweig-Wolfenbüttel (1691–1750) | Kaiser Karl VI. (1685–1740) ⚭ 1708 Elisabeth Christine von Braunschweig-Wolfenbüttel (1691–1750)                       | Kaiser Karl VI. (1685–1740) ⚭ 1708 Elisabeth Christine von Braunschweig-Wolfenbüttel (1691–1750)                |
| Eltern                                        | Kaiser Franz I. Stephan (1708–1765) ⚭ 1736 Maria Theresia (1717–1780)                                      | Kaiser Franz I. Stephan (1708–1765) ⚭ 1736 Maria Theresia (1717–1780)                                      | Kaiser Franz I. Stephan (1708–1765) ⚭ 1736 Maria Theresia (1717–1780)                                      | Kaiser Franz I. Stephan (1708–1765) ⚭ 1736 Maria Theresia (1717–1780)                                      | Kaiser Franz I. Stephan (1708–1765) ⚭ 1736 Maria Theresia (1717–1780)                            | Kaiser Franz I. Stephan (1708–1765) ⚭ 1736 Maria Theresia (1717–1780)                            | Kaiser Franz I. Stephan (1708–1765) ⚭ 1736 Maria Theresia (1717–1780)                                                  | Kaiser Franz I. Stephan (1708–1765) ⚭ 1736 Maria Theresia (1717–1780)                                           |
| Ferdinand Karl von Österreich-Este            | | | | |                                                                                                  |                                                                                                  | | |